# Carl Emil Falbe-Hansen
Carl Emil Falbe Hansen (født 1958) er en dansk journalist, folkeskolelærer og tidligere atlet. Han var medlem af atletikklubberne; Haderslev Idræt Forening, Politiets Idrætsforening, Freja Odense, Frederiksberg Idræts-Forening og Holte IF. Han er i dag medlem af Helsingør IF. Han vandt tre danske mesterskaber; doublen 100 og 200 meter 1982 og længdespring 1984. Falbe Hansen har fra sin tid som politibetjent i Køge den danske politirekord på 400 meter med 48,8 sat 1983.
Falbe Hansen arbejdede en tid som politimand i Køge og var ansat som journalist på Ritzaus Bureau fra 1994 til 2013, hvor han blev lærer på Lyngholmskolen i Farum og efterfølgende på Marie Mørks Skole i Hillerød.

## Danske mesterskaber
- 1979  Bronze 100 meter 11,22
- 1979  Bronze 200 meter 22,22
- 1982  Guld 100 meter 10,83
- 1982  Guld 200 meter 22,24
- 1984  Guld Længdespring 7,18

## Personlige rekorder
- 100 meter: 11,00 1982
- 200 meter: 21,7 1982
- Lændespring: 7,17 1986
- Højdespring: 2,00 1979